# Eurico
Eurico dei Balti, noto anche come Evarico o Erwigo (in portoghese e spagnolo Eurico, in catalano Euric; 440 circa – Arles, dicembre 484), è stato un re visigoto dal 466 fino alla sua morte.

## Origine

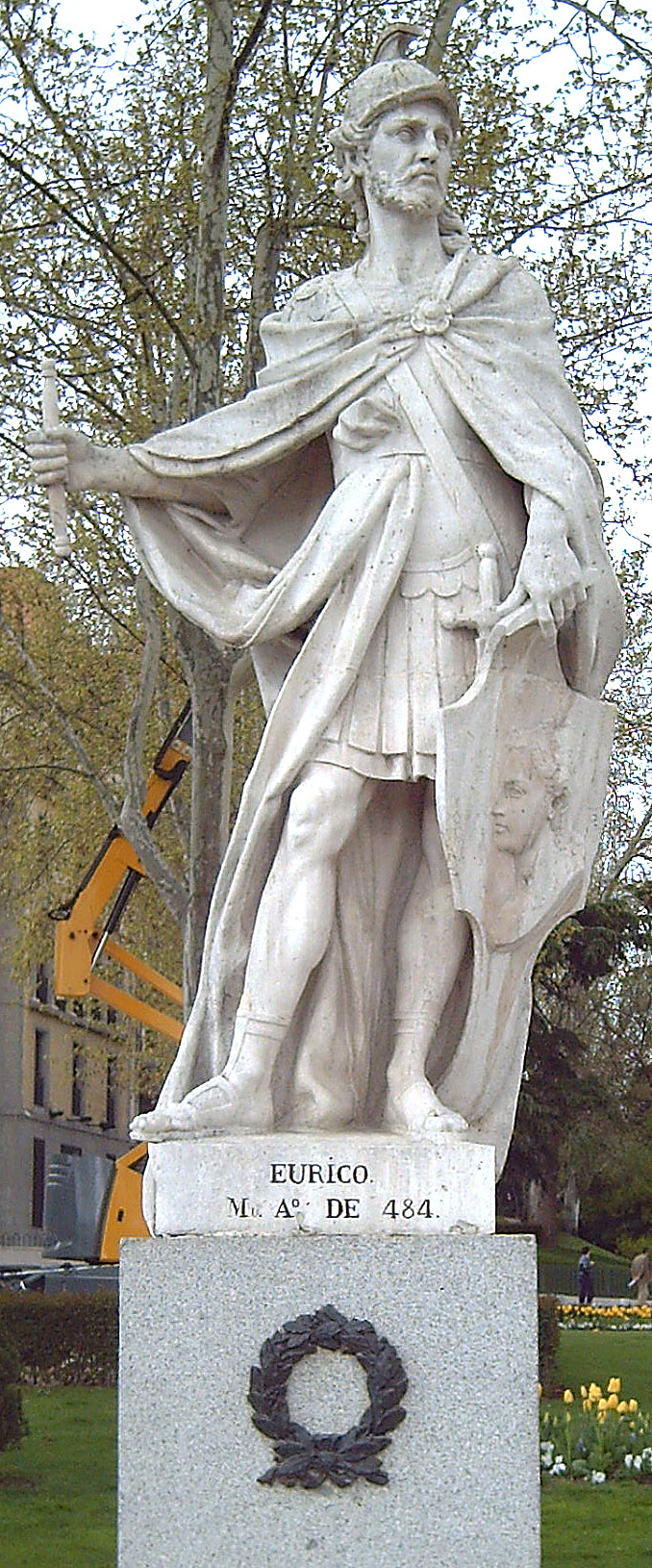
Statua di Eurico nella plaza de Oriente, a Madrid (J. Porcel 1750-1753)

Secondo il Diccionario biográfico español, Real Academia de la Historia, Eurico era il figlio maschio quartogenito del re dei visigoti, Teodorico I e di Pedoca, figlia di Alarico I, quindi fratello di Torismondo, Teodorico II e Federico.

Ancora secondo il Diccionario biográfico español, Real Academia de la Historia, Teodorico I era un nobile visigoto, della casa dei Balti, imparentato con Vallia; alcune fonti sostengono che fosse figlio del re dei visigoti, Vallia, secondo altre fonti figlio illegittimo del re dei visigoti, Alarico I; comunque nessuna fonte primaria consultata sostiene una di queste due tesi ((LA)  IORDANIS DE ORIGINE ACTIBUSQUE GETARUM, (LA)  #ES Fragmenta historicorum graecorum, Volume 4, (LA)  #ES Idatii episcopi Chronicon, (LA)  Isidori Historia Gothorum, Wandalorum, Sueborum, De origine Gothorum e (LA)  Anastasii abbatis opera omnia).

## Biografia
Sempre secondo il Diccionario biográfico español, Real Academia de la Historia, Eurico era nato nel 440 circa.
Dopo la morte nel 465 dell'imperatore Libio Severo, mentre suo fratello, Teodorico II, trattava con il Magister militum Ricimero (figlio della sorella del re visigoto Walia), per un nuovo imperatore, una parte della nobiltà, che riteneva non più conveniente l'alleanza con l'impero romano, ormai in dissoluzione, organizzò una congiura, con il tacito consenso di suo fratello Eurico, e nel 466 lo fece uccidere; il fratello, Eurico, fu eletto re dei visigoti, come confermano Isidoro di Siviglia, il Chronicon Albeldense e il vescovo Idazio, che riporta che Eurico succedette al fratello, Teodorico II.

Il Chronica Regum Visigotthorum cita Teodorico II, confermando che fu re per tredici anni (Theudoricus regnavit annos XIII).
Divenuto re nel 466, Eurico cominciò subito ad attuare quella che sarà l'idea conduttrice della sua politica, il rifiuto totale di una sovranità, persino formale, dell'impero romano.

Nel 466 inviò un'ambasceria a Roma, presso Ricimero, che in mancanza di imperatore, reggeva le sorti dell'impero d'occidente, per ottenere il riconoscimento della sovranità visigota; non essendo stato raggiunto alcun accordo, Eurico iniziò una trattativa per un'alleanza con i Vandali di Genserico e con i Suebi; ma quando, nel 467, gli imperatori d'occidente, Antemio e d'oriente, Leone I si accordarono e prepararono una grande flotta per attaccare il regno vandalo, la trattativa si arenò.

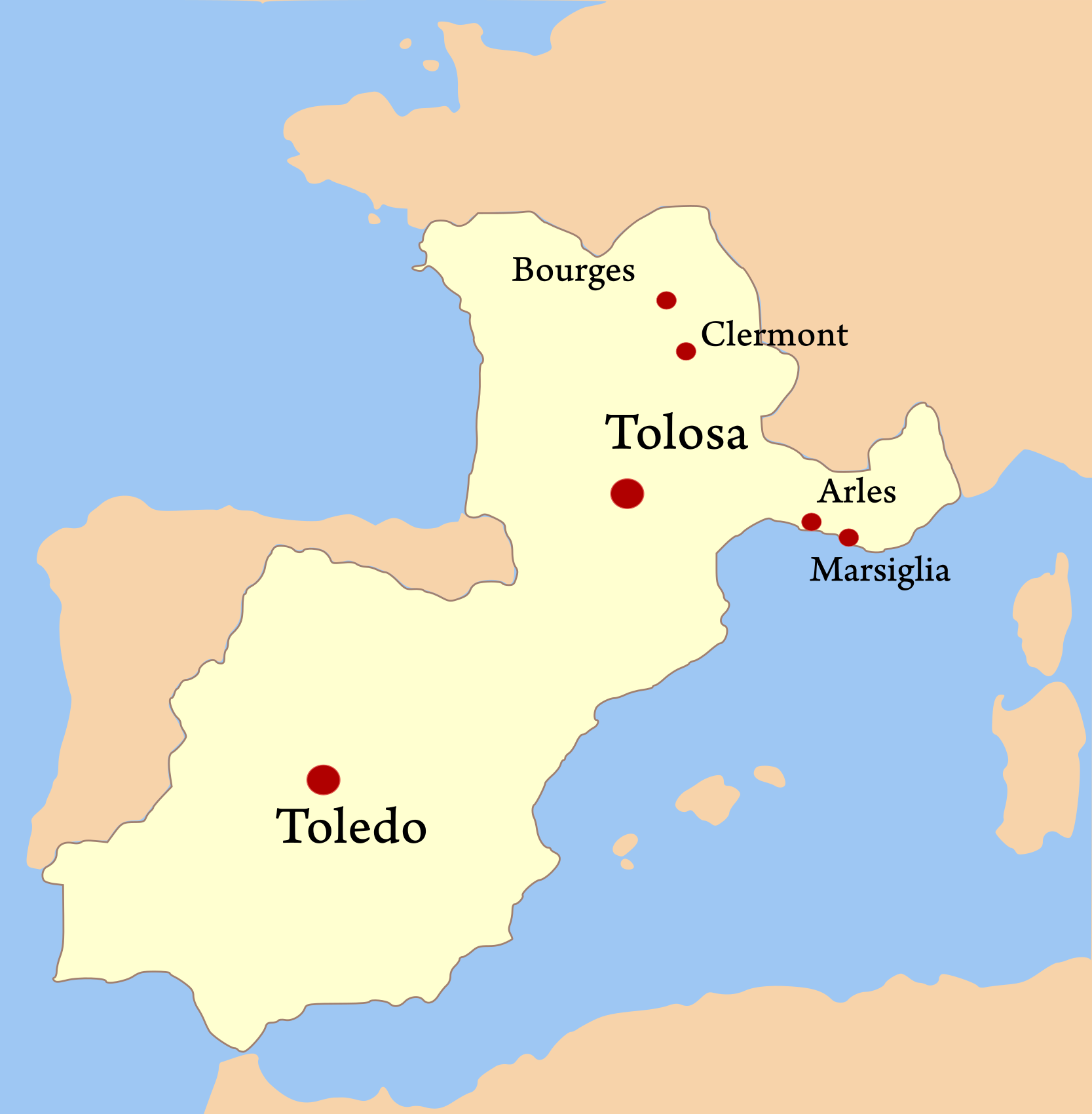
Il regno visigoto nel V secolo

L'Europa nel 476, dopo la caduta dell'impero romano d'Occidente. In marrone il regno dei Visigoti

Avvantaggiandosi delle difficoltà di Roma (dopo la parziale distruzione della flotta romano-orientale e l'assassinio del comandante della residua flotta, Marcellino, nel 468 i Vandali avevano nuovamente il predominio nel mar Mediterraneo), Eurico pose fine ai rapporti amichevoli con gli Svevi, con una guerra terribile, secondo il cronista Idazio, e, devastando la Lusitania, come riporta Rafael Altamira y Crevea fece avanzare le sue truppe nella penisola iberica, ricacciandoli nel loro antico dominio, nel nord del paese (nella Galizia).

Anche il Chronicon Albeldense e Isidoro di Siviglia confermano che Eurico devastò la Lusitania e conquistò Pamplona e Saragozza, mentre Gregorio di Tours, nel suo Historia Francorum riporta che Eurico, nel 467 circa, invase la Spagna e perseguitò i Cristiani in Gallia.
Poi nel 469 avanzò anche in Gallia dove, a Bourges, nel 470, batté i Britanni del capo celtico Riotamo, fedeli all'imperatore, ed espanse il suo regno nel nord, senza poter arrivare al fiume Somme, la linea di demarcazione del territorio dei Franchi, perché sconfitto dal comes Paolo. Allora si spinse nella valle del Rodano e finalmente occupò Arles, dove, sempre nel 470, sconfisse un esercito che l'imperatore d'occidente, Antemio, aveva inviato per liberare la città. Occupò quindi l'Aquitania prima, ponendo l'assedio a Clermont, capitale dell'Alvernia, che non poté essere aiutata dall'Impero d'Occidente, ma si difese strenuamente, sotto la guida di Ecdicio, figlio dell'ex imperatore Avito, e dal poeta e, dal 470, vescovo Sidonio Apollinare.

Giordane riporta che, in quel periodo dopo ave conquistato l'Alvernia, la scambiò con la Provenza e la riconquistò l'anno dopo.
Nel 475, grazie all'intervento del vescovo di Ticinum, Eurico sottoscrisse una pace, di cui non si hanno notizie molto accurate, con l'imperatore d'occidente Giulio Nepote ma lo costrinse a riconoscere questa sua totale autonomia (completa indipendenza da Roma, mentre i precedenti sovrani visigoti avevano ufficialmente regnato come legati dell'Imperatore romano) sulla regione compresa tra la Loira, il Rodano, i Pirenei, ed i due mari (inclusa l'Alvernia) oltre che su tutti i territori conquistati nella penisola iberica (i cittadini romani della Spagna riconobbero in Eurico il loro sovrano), in cambio della restituzione della regione gallica della Provenza.

Conseguenza della pace fu che Clermont si arrese a lui dopo un lungo assedio e tutta l'Alvernia passò ai Goti.
Quando l'impero romano d'Occidente cadde, nel 476, egli aveva già conquistato gran parte della penisola iberica. Dopo la deposizione dell'ultimo imperatore d'occidente, Romolo Augusto, ritenendo decaduto il trattato del 475 Eurico invase la valle del Rodano ed occupò tutta la Provenza, governata dai Burgundi, per conto di Roma, comprese le città di Arles e Marsiglia.

Anche Isidoro di Siviglia conferma che Eurico aveva occupato il sud della Gallia, comprese le città di Arles e Marsiglia, mentre Giordane riporta che, in quel periodo Eurico approfittò della caduta dell'impero romano.
Nel 477 Eurico tentò l'invasione dell'Italia, ma fu sconfitto dalle truppe di Odoacre, che governava l'Italia; sempre nello stesso anno fu concluso un trattato, garante l'imperatore d'oriente, Zenone che riconosceva la Provenza ai Goti, che si impegnavano a non intraprendere ostilità contro l'Italia, che in pratica spartì l'impero romano d'Occidente tra Odoacre ed Eurico.
Nel 481 Clodoveo divenne uno dei re de Franchi Salii e pare che abbia tentato di penetrare in territorio visigoto, ma Eurico, nei suoi ultimi anni di regno, lo seppe tenere a bada molto bene, come seppe tenere a bada le incursioni dei pirati Sassoni. Il prestigio, che la potenza visigota si era creato, portò alcuni popoli, come gli Eruli, i Warni e i Turingi, che si vedevano minacciati dai Franchi, a chiedere la protezione di Eurico, che permise loro l'esistenza politica.
Nel 483, secondo il Herimanni Augiensis chronicon, Eurico perseguitò i Cattolici, chiudendo diverse chiese e condannando all'esilio oltre trecento vescovi.
Eurico fu il primo Germano a codificare formalmente le leggi del suo popolo. Il Codice di Eurico, emanato negli anni Sessanta/Settanta del V secolo (e in gran parte giunto fino ad oggi), ha infatti codificato le tradizionali leggi affidate fino a quel momento alla memoria e all'oralità. Principale estensore del documento, che fu autenticato dal cancelliere Aniano, fu il primo ministro, Leone di Narbona.

Anche il Chronicon Albeldense e Isidoro di Siviglia confermano che Eurico fu il primo re a dare leggi scritte ai Visigoti.
Eurico fece mettere per iscritto le leggi tradizionali visigote con il Codex Euricianus (circa 470) e da ariano fu spesso in conflitto con i cattolici. Una sua residenza fu l'attuale villaggio di Aire-sur-l'Adour strategicamente importante per la sua posizione sulle vie di valico dei Pirenei.
Alla sua morte (484) il regno visigoto comprendeva tutta la Spagna, tranne la Galizia sveva, e oltre 2/3 dell'odierna Francia. A lui succedette il figlio Alarico.

Anche il Herimanni Augiensis chronicon, riporta la morte di Eurico e la successione di Alarico, e Giordane riporta che morì ad Arles nel diciannovesimo anno di regno, avendo in suo potere Spagna e Gallia e gli succedette il figlio Alarico; infine il Chronicon Albeldense conferma che morì ad Arles, mentre Isidoro di Siviglia precisa che morì ad Arles di morte naturale (Obiit Arelato Euricus morte propria defunctus).

Il Chronica Regum Visigotthorum cita Eurico, confermando che fu re per diciassette anni (Euricus regnavit annos XVII).
Edward Gibbon, nel trentottesimo capitolo della sua Storia della decadenza e caduta dell'Impero romano, afferma: «La fortuna delle nazioni è spesso dipesa dalle casualità; e la Francia potrebbe attribuire la sua grandezza alla prematura morte del re dei Goti, quando suo figlio Alarico II era un fanciullo indifeso e il suo avversario Clodoveo un giovane ambizioso e valoroso».

## La letteratura durante il regno di Eurico
Durante il regno di Eurico, i goti tra loro usavano la loro lingua, di cui purtroppo non ci sono rimasti altri documenti che i nomi propri; ma una parte della nobiltà e tutti gli alti funzionari comprendevano il latino. Il latino comunque rimase la lingua della diplomazia e del diritto. Sia Eurico che il suo predecessore, Teodorico II (che era stato avviato alla letteratura latina da Avito, imperatore romano d'Occidente, nel 455-456), protessero i letterati latini, tra cui il poeta, Sidonio Apollinare, il ministro, Leone ed il retore, Lampridio. Questo mecenatismo però non poté arrestare la decadenza delle lettere e della cultura.

## Matrimonio e discendenza
Eurico aveva sposato Ragnilde, di cui non si conoscono gli ascendenti, che viene citata nelle Sidonius Apollinarius Epistulæ (reginæ Ragnahildæ).

Eurico dalla moglie Ragnilde ebbe due figli:
- Alarico (458-507), re dei Visigoti[22];
- Una figlia di cui non si conosce il nome, che aveva sposato Ricimero (circa 405-472), che, verso il 460, aveva ottenuto il titolo di Patrizio dell'impero romano d'occidente. Giordane cita Ricimero come genero di Eurico (cum Ricemere genero suo)[28]. Queste nozze tuttavia non sono confermate dalle fonti, poiché Ricimero sembra aver sposato un'altra donna, Alipia, figlia di Antemio il nuovo imperatore d'Occidente. Come sostiene lo storico Ernst Barker, infatti, la frase di Giordane farebbe riferimento ad Antemio[29].

### Fonti primarie
- (LA)  IORDANIS DE ORIGINE ACTIBUSQUE GETARUM.
- (LA)  Chronica Regum Visigotthorum, España Sagrada Tomo II.
- (LA)  Idatii episcopi Chronicon, España Sagrada Tomo IV., España Sagrada Tomo IV].
- (LA)  #ES Idatii episcopi Chronicon.
- (LA)  Isidori Historia Gothorum, Wandalorum, Sueborum, De origine Gothorum.
- (LA)  Anastasii abbatis opera omnia.
- (LA)  Monumenta Germaniae Historica, Auctorum antiquissimorum, tomus 5.1, Jordanis, De origine actibusque Getarum.
- (LA)  Monumenta Germaniae Historica, Auctorum antiquissimorum, tomus VIII, Apollinaris Sidonii Epistulae et carmina.
- (LA)  Monumenta Germaniae Historica, Scriptores (in Folio) (SS), tomus 5, Herimanni Augiensis Chronicon.

### Letteratura storiografica
- Ludwig Schmidt e Christian Pfister, I regni germanici in Gallia, in Storia del mondo medievale, vol. I, 1999,  pp. 275-300.
- Ernst Barker, L'Italia e l'occidente dal 410 al 476, in Storia del mondo medievale, vol. I, 1999,  pp. 373-419.
- Maurice Doumoulin, Il regno d'Italia sotto Odoacre e Teodorico, in Storia del mondo medievale, vol. I, 1999,  pp. 420-444.
- Christian Pfister, La Gallia sotto i franchi merovingi: vicende storiche, in Storia del mondo medievale, vol. I, 1999,  pp. 688-711.
- Rafael Altamira, La Spagna sotto i Visigoti, in Storia del mondo medievale, vol. I, 1999,  pp. 743-779.